# Marton László (zalai főpénztárnok)

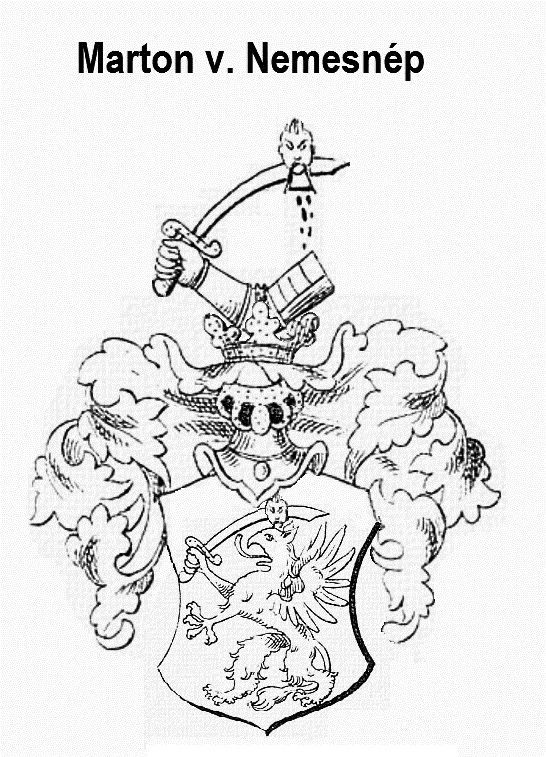
A nemesnépi Marton család címere

Nemesnépi Marton László Gábor (Söjtör, 1857. július 26.–Söjtör, 1915. július 10.), Zala vármegye főpénztárnoka, földbirtokos. 

## Családja és származása
A zalai nemesi származású nemesnépi Marton családnak a sarja, amelynek az első ismert említése 1490-ből származott. Apja nemesnépi Marton Pál (1806–1893), táblabíró, jogász, a Zalamegyei nemesi pénztári választmány tagja, földbirtokos, anyja nagyrákosi Fölnagy Klára (1818–1897). Az apai nagyszülei nemesnépi Marton György (1767–1843) táblabíró, zalalövői járás alszolgabírája, az 1809.évi nemesi felkelés alhadnagya, földbirtokos és petrikeresztúri Patay Rozália (1779–1845) voltak. Az anyai nagyszülei rákosi Fölnagy József (1786–1863), zalai aladószedő, hahóti földbirtokos, és nemes Fodor Terézia (1787–1832)  voltak. Marton László fivére nemesnépi Marton György (1853–1900), földbirtokos, Zala vármegye bizottsági tag, a Zalamegyei nemesi pénztári választmányi tag, a zalaegerszegi járás állandó gazdasági tudósító, aki nem nősült meg, és nemesnépi Marton Rozália (1855–1933), aki hajadonként hunyt el. Nagybátyja nemesnépi Marton József (1797–1858) táblabíró, jogász, zalaegerszegi, majd zalalövői alszolgabíró, földbirtokos, valamint a nagynénje nemesnépi Marton Anna (1802–1843), akinek a férje novakoveczi Tomasich János (1796–1856), táblabíró, ügyvéd, földbirtokos. Az apai oldalon unokatestvére Marton József alszolgabírónak lánya  nemesnépi Marton Zsófia (1842–1900) asszony, akinek az első férje a nemesi származású nemesvitai Viosz családból való nemesvitai Viosz Lajos (1836–1869), majd ennek a halála után a második férje boldogfai Farkas Ferenc (1838–1908) Zala vármegye számvevője, pénzügyi számellenőre, földbirtokos lett. Egy másik unokatestvére Marton Lászlónak novakoveczi Tomasich Sándor (1834–1896), Zala vármegye főpénztárnoka, földbirtokos, akinek az anyja novakoveczi Tomasich Jánosné nemesnépi Marton Anna (1802–1843) volt. Marton Lászlónak az édesanyja révén az elsőfokú unokatestvére nagyrákosi Fölnagy Miklós (1869–1939), tábornok, a Vaskorona rend lovagja volt.

## Élete
Alap tanulmányai befejezése után a családi söjtöri földbirtokról gondoskodott. Egészen fiatal korától aktívan vett részt a zalai társadalmi életben. A Zalaegerszegi kaszinónak a tagja, valamint a "Zala Megyei Gazdasági Egyesület"-nek az alapítótagja is volt. A vármegye szolgálatába is állt: 1891. május 4-én Zala vármegye közgyűlése Marton Lászlót megyei alpénztárnokká egyhangúlag választotta meg. 1901. december 16-án a vármegyei közgyűlés Marton Lászlót a vármegye főpénztárnokká választotta.
Marton László söjtöri földbirtokos meghalt 58 éves korában 1915. július 10-én házasságának 19. évében. A megyeházán és kaszinó ablakában lengő gyászlobogó jelezte, hogy a törvényhatósági bizottsági tag, és nyugalmazott megyei főpénztárnok távozott az élők sorából.

## Házassága és leszármazottjai
Marton László 1896. október 4.-én Zalaegerszegen vette feleségül a besenyői és velikei Skublics családból való Skublics Margit Mária (Döbréte, 1875. október 14.– Zalaegerszeg, 1953. október 27.) kisasszonyt, akinek a szülei besenyői és velikei Skublics Jenő (1839-1901), politikus, a Zala vármegyei szabadelvű párt elnöke és Spelletich Paulina (1848-1914) voltak. Spelletich Paulina szülei Spelletich Bódog (1815-1890) jogász, szabadságharcos volt, aki a világosi fegyverletétel után Amerikába emigrált, és nemes Markovics Paulina (1819–1890) voltak. Nemesnépi Marton Lászlóné Skublics Margit hosszú évekig a zalaegerszegi római katolikus nőegylet tagja volt, és Pehm József plébános mellett aktívan tevékenykedett. Marton Lászlónak a sógorai felesége révén: Barthelmes Walter (1858–1929), földbirtokos, mérnök, az első magyar fegyvergyár megalapítója, akinek a neje Skublics Cecilia (1873–1963), valamint bocsári Svastits Elemér (1869–1946), honvéd ezredes, akinek a neje Skublics Gizella (1874–1947) volt. Marton László és Skublics Margit frigyéből született:
- nemesnépi Marton Pál Jenő (Zalaegerszeg, 1897. augusztus 14.–Zalaegerszeg, 1897. augusztus 24.)
- nemesnépi Marton Ilona Klára Celin (Zalaegerszeg, 1900. március 14.–Zalaegerszeg, 1971. április 28.). Férje: Rusznyák Lajos Mátyás (Zádor, 1876. február 16.–Szombathely, 1967. május 12.), sárvári és lovasberényi gyógyszertártulajdonos, földbirtokos.[14][15]
- nemesnépi Marton Margit Roza (Zalaegerszeg, 1901. július 1. –  Zalaegerszeg, 1974. február 10.). Férje: dr. Szalay Gyula (Zalaegerszeg, 1896. március 25. – Zalaegerszeg, 1974. február 25.),  jogász, ügyvéd, Zala vármegye tiszti főügyésze.
- nemesnépi Marton Erzsébet Mária Magdolna (Zalaegerszeg, 1903. május 23. – Badacsony, 1984. október 22.). Férje: nemesvitai Viosz Ferenc (Nagykanizsa, 1904. október 30. -  Badacsony, 1983. szeptember 1.), okleveles gazda.
- nemesnépi Marthon György László Zsigmond, dr. (Zalaegerszeg, 1907. május 5. – Kaposvár, 1968. március 15.) Zala vármegye másodfőjegyzője, földbirtokos. Felesége: mezericzi Mezriczky Margit (Nagykanizsa, 1919. január 9. – Budapest, 2006. április 18.)